# Kuchyňka (přírodní památka, okres Praha-východ)
Kuchyňka je přírodní památka  nacházející se u Starého Brázdima. Její celková rozloha pokrývá 3,87 ha. Označení Kuchyňky jako přírodní památky bylo navrženo už v roce 1948 avšak v platnost vešlo až od 1. června 1997. Ochrana je zde zřízena z důvodu významného geologického, archeologického a paleontologického naleziště. Z hlediska geologického se zde jedná převážně o zkameněliny z období druhohorního moře, nacházející se po celé délce Kuchyňky.  Z důvodu paleontologického je to především kvůli pozůstatkům po tzv. aurignacienském člověku. Dalším důvodem ochrany je vegetace, která se zde skládá z izolovaných lučních stanovišť a stepních druhů flóry. Nejvíce ohroženy jsou xerotermní trávníky a druhy primitivních půd, jako jsou křivatec český (Gagea bohemica), pryšec prutnatý (Euphorbia waldsteinii), kostřava sivá (Festuca pallens) a kostřava walliská (Festuca valesciaca).

## Lokalita

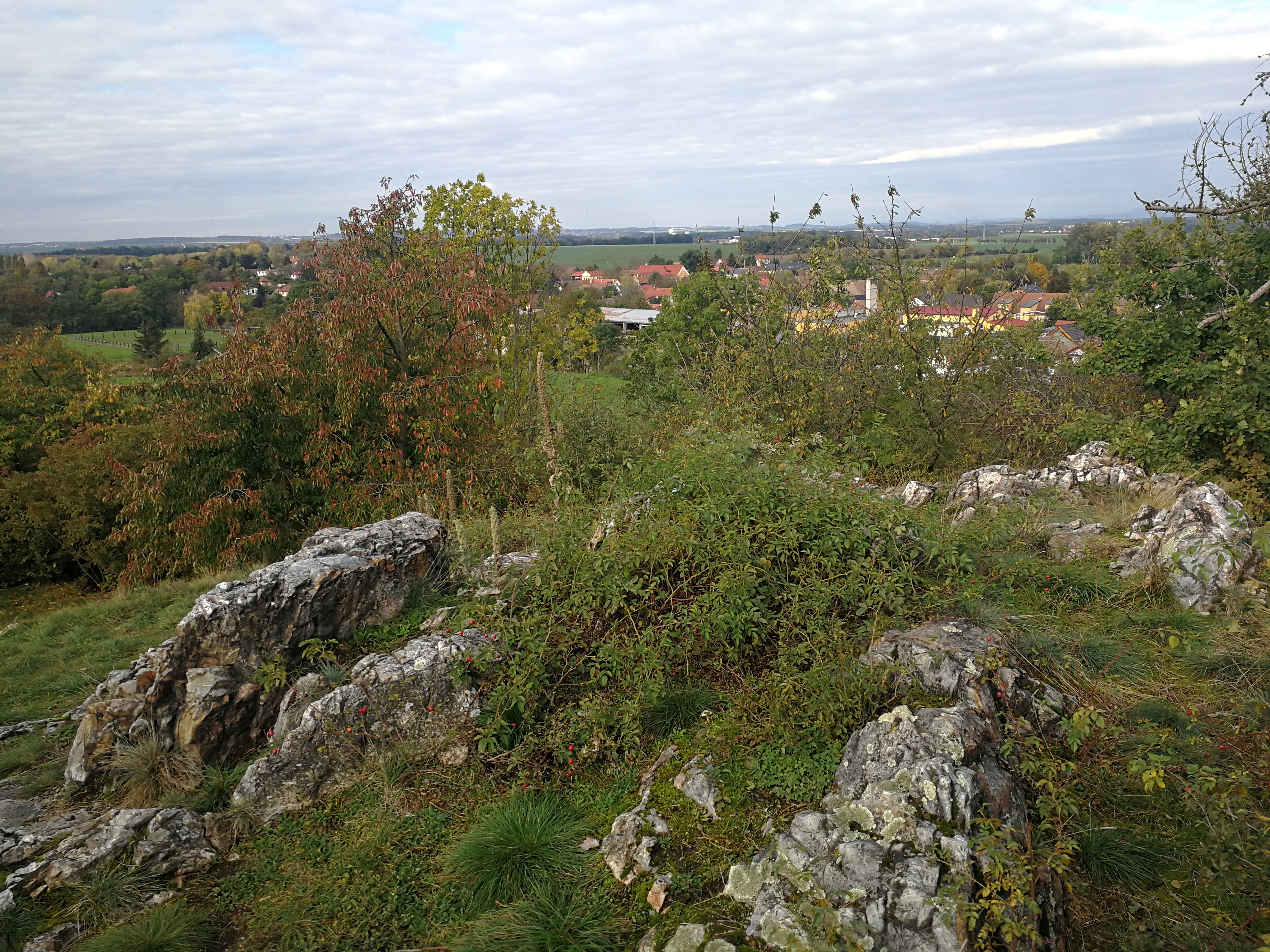
Vršek Buližníku s výhledem na Brázdim

Přírodní památka Kuchyňka se nachází ve středočeském kraji v okrese Praha – východ v katastrálním území Brázdim. Území Kuchyňky se skládá ze zalesněného vrchu, několika lomů po úbočí, lesních remízků a luk. Největší nadmořská výška je na vrchu v srdci Kuchyňky a činí 242 metrů. Rozloha je 3,87 ha. Rozloha tohoto ochranného pásma je 5,61 ha. I přes nevelkou výšku Kuchyňka dominuje v krajině tvořené zemědělskou půdou. Je proto důležitý estetický prvek této oblasti, který navíc skýtá místo k odpočinku či panoramatický výhled do okolí.

## Historie
Nejstarší historické využití Kuchyňky člověkem pochází z období starších čtvrtohor, kdy lokalita sloužila jako osada tzv. aurignacienského člověka. Pahorek byl ale využit i jako pozorovatelna ke sledování pohybu zvěře a nepřátel. Archeologické nálezy byly objeveny hlavně v jihozápadní části území.
Ve 40. letech 20. století zde skončila těžba buližníku a křídových sedimentů, které díky své bohatosti na fosfáty byly využívány jako hnojivo. Následovalo postupné zavážení vytěžených lomů a s tím spojený sesuv stěn, čímž došlo ke geologickému znehodnocení. Zavezení postihlo hlavně západní, severovýchodní a i částečně jihozápadní lom.
Po vyhlášení PP (1997) prošlo území Kuchyňky redukcí nevhodných dřevin a péčí o travní porosty, které jsou zde jedním z předmětu ochrany. Lokalita využívána jakožto rekreační centrum pro turisty a obyvatele obce Brázdim.

## Přírodní poměry

### Geologie
Kuchyňka je tvořena z buližníku, který vznikl v době starohor. Jeho hornina je velmi tvrdá, z tohoto důvodu je rezistentní vůči erozi a zvětrávání. Její dominantní složkou je oxid křemičitý. V období křídy tvořila Kuchyňka buližníkové skalisko, vystupující nad hladinu tehdejšího moře. Na jeho úbočích se vlivem vlnobití tvořily dutiny a v nich se usazovaly tzv. příbojové slepence (příbojová facie) s odlišně zaoblenými buližníkovými valouny až balvany a fosfátovými sedimenty. Tato úskalí vytvářela vhodné prostředí pro tehdejší živočichy (měkkýše, ostnokožce, ryby, ježovky, hvězdice, korály), jejichž pozůstatky zde byly zachovány. Avšak tyto sedimenty jsou z velké části vytěžené. Po ústupu křídového moře byly usazeniny překryty geologicky mladšími horninami, které byly v době čtvrtohor ovlivněny erozí a znovu překryty navátými půdami.
Z fosilií zde můžeme najít zbytky ústřic, ježovek, hvězdic, korálnatců, vápnitých hub, hlavonožců, žraloků a ryb a z mikrofauny se podařilo určit 15 druhů foraminifer.

### Pedologie
Oblast se nachází v oblasti černozemí, které jsou však zde do rozdílné míry degradované, proto lze zdejší půdní typ určit jako kambizemě.

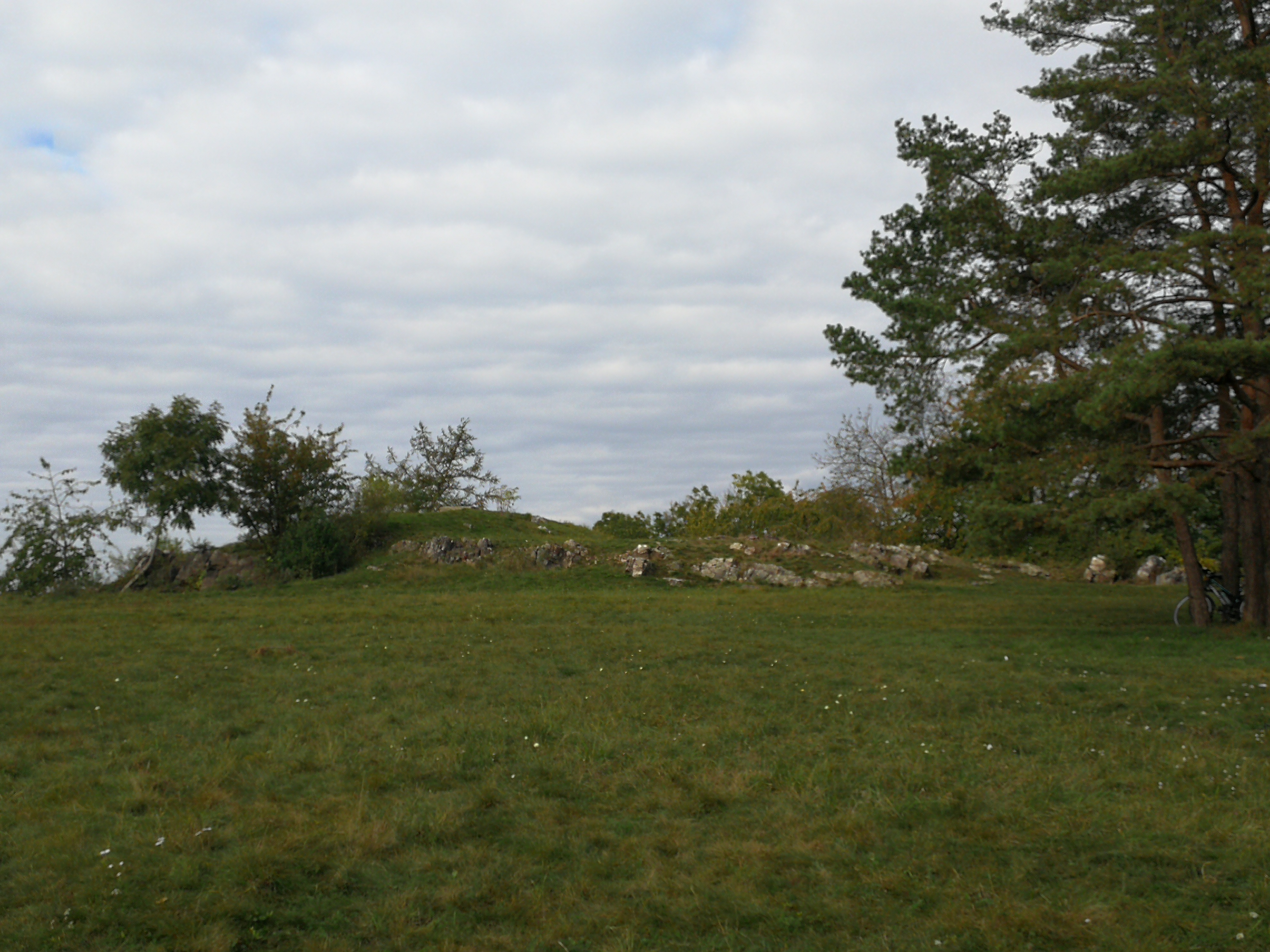

### Fauna

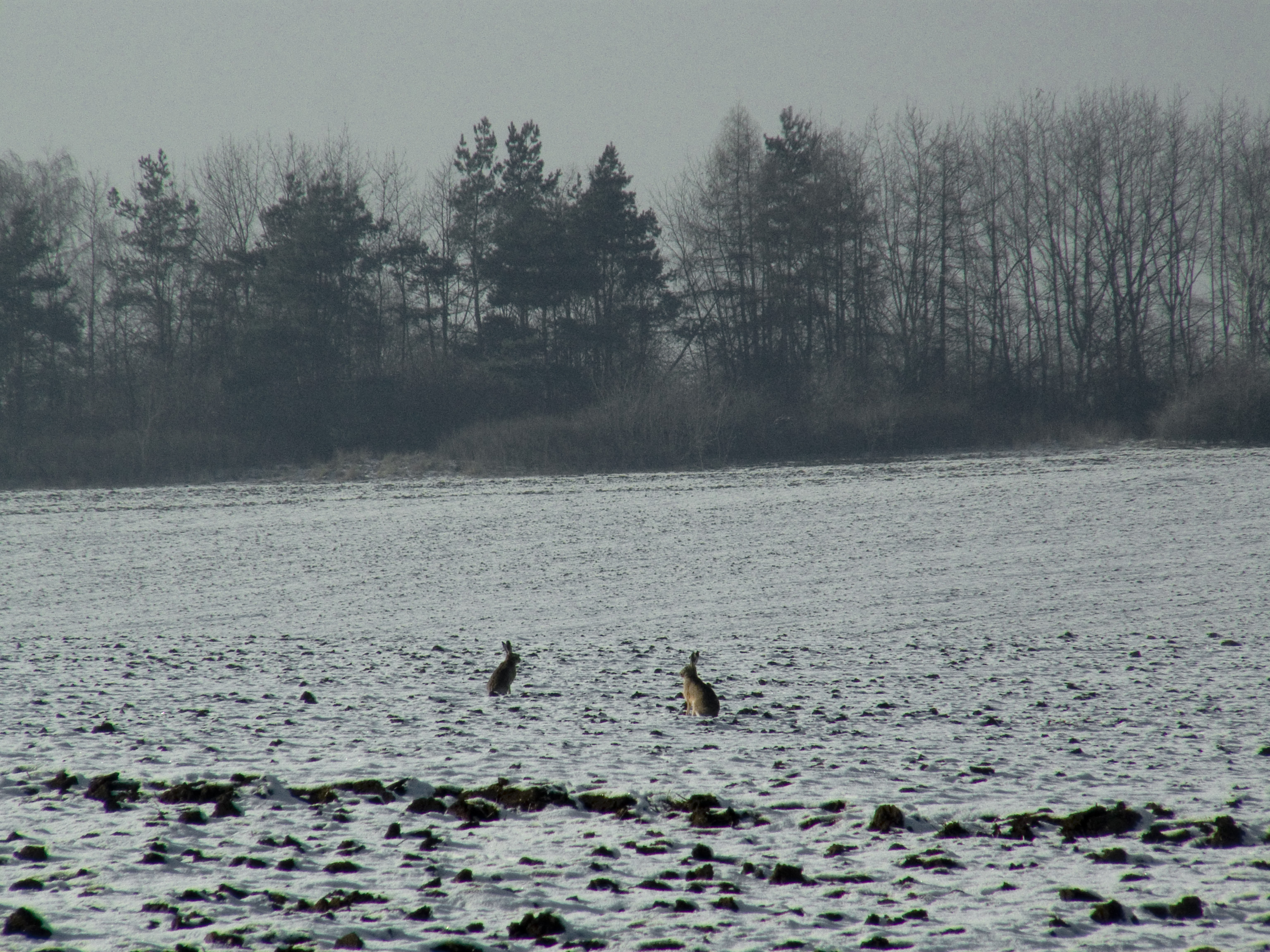
Zajíc polní v blízkosti Kuchyňky

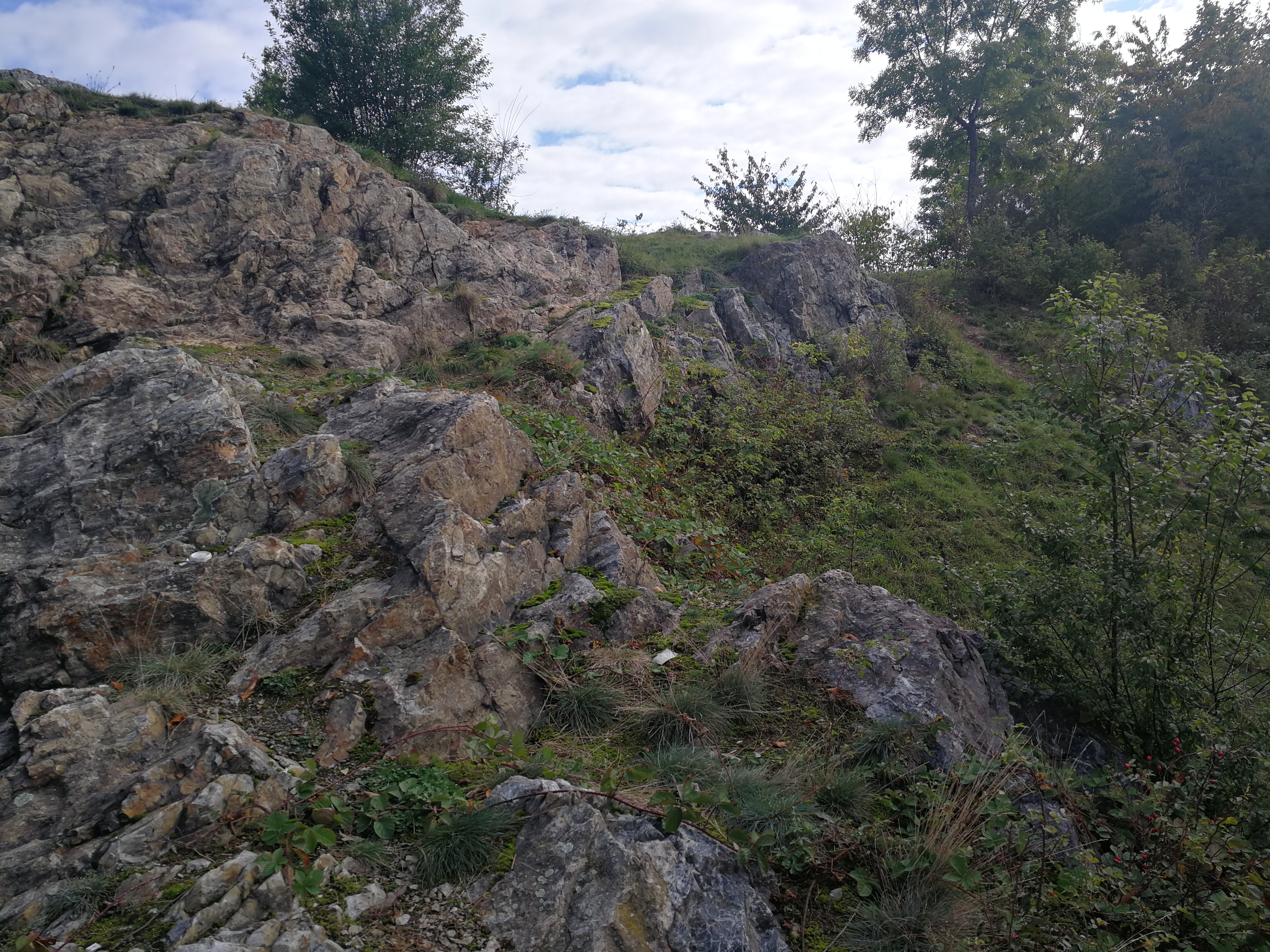
Pohled na skaliska z jihozápadní strany

Díky tomu, že v blízkosti této přírodní památky jíž dlouho žijí lidé, byla ovlivněna druhová sklada zvířat na tomto území. K pozorovaným savcům se zde řadí zajíc polní (Lepus europaeus), ježek západní (Erinaceus europaeus), rejsek obecný (Sorex araneus) a lasice kolčava (Mustela nivalis). V Kuchyňce se vyskytují i ptáci, například pěnice hnědokřídlá (Sylvia communis) a černohlavá (Sylvia atricapilla), sýkora modřinka (Cyanistes caeruleus),slavík obecný (Luscinia megarhynchos), lejsek šedý (Muscicapa striata), koroptev polní (Perdix perdix), havran polní (Corvus frugilegus), čečetka zimní (Carduelis flammea), stehlík obecný (Carduelis carduelis), rehek zahradní (Phoenicurus phoenicurus), dlask tlustozobý (Coccothraustes coccothraustes),  zvonek zelený (Carduelis chloris), zvonohlík zahradní (Serinus serinus), bělořit šedý (Oenanthe oenanthe), straka obecná (Pica pica), skřivan polní (Alauda arvensis), strakapoud malý (Dendrocopos minor) a jiní. Ze zajímavých bezobratlých zde žije otakárek fenyklový (Papilio machaon), zlatohlávek letní nebo střevlík hajní (Carabus nemoralis).

### Flóra
Kuchyňka je významnou botanickou lokalitou z důvodu výskytu druhů skalních stepí a pastvin, které jsou v posledních letech na ústupu. Obecně se zdejší flóra skládá z xerotermních trávníku, které se nalézají na buližníkové skalce, semixerotermních až mezofilních trávníků a vegetace primitivních půd. Velký úsek oblasti je porostlý křovinami, ovocnými stromy a remízkem.  Křoviny vyskytující se na území Kuchyňky jsou svída krvavá (Cornus sanguinea), třešeň ptačí (Prunus avium), šeřík obecný (Syringa vulgaris), ptačí zob obecný(Ligustrum vulgare) a ovocné dřeviny jabloň (Malus domestica) a slivoň obecná (Prunus insititia). Typickým zástupcem zdejší vegetace je kostřava žlábkovitá (Festuca rupicola), válečka prapořitá (Brachypodium pinnatum), pryšec chvojka (Euphorbia cyparissias), ovsík vyvýšený (Arrhenatherum elatius), lnice květel (Linaria vulgaris), svlačec rolní (Convolvulus arvensis), srha říznačka (Dactylis glomerata), řepík lékařský (Agrimonia eupatoria), komonice bílá (Melitotus albus). Z ochranářsky významných rostlin se zde nachází křivatec český (Gagea bohemica), pryšec prutnatý (Euphorbia waldsteinii), kostřava sivá (Festuca pallens) a kostřava walliská (Festuca valesciaca).

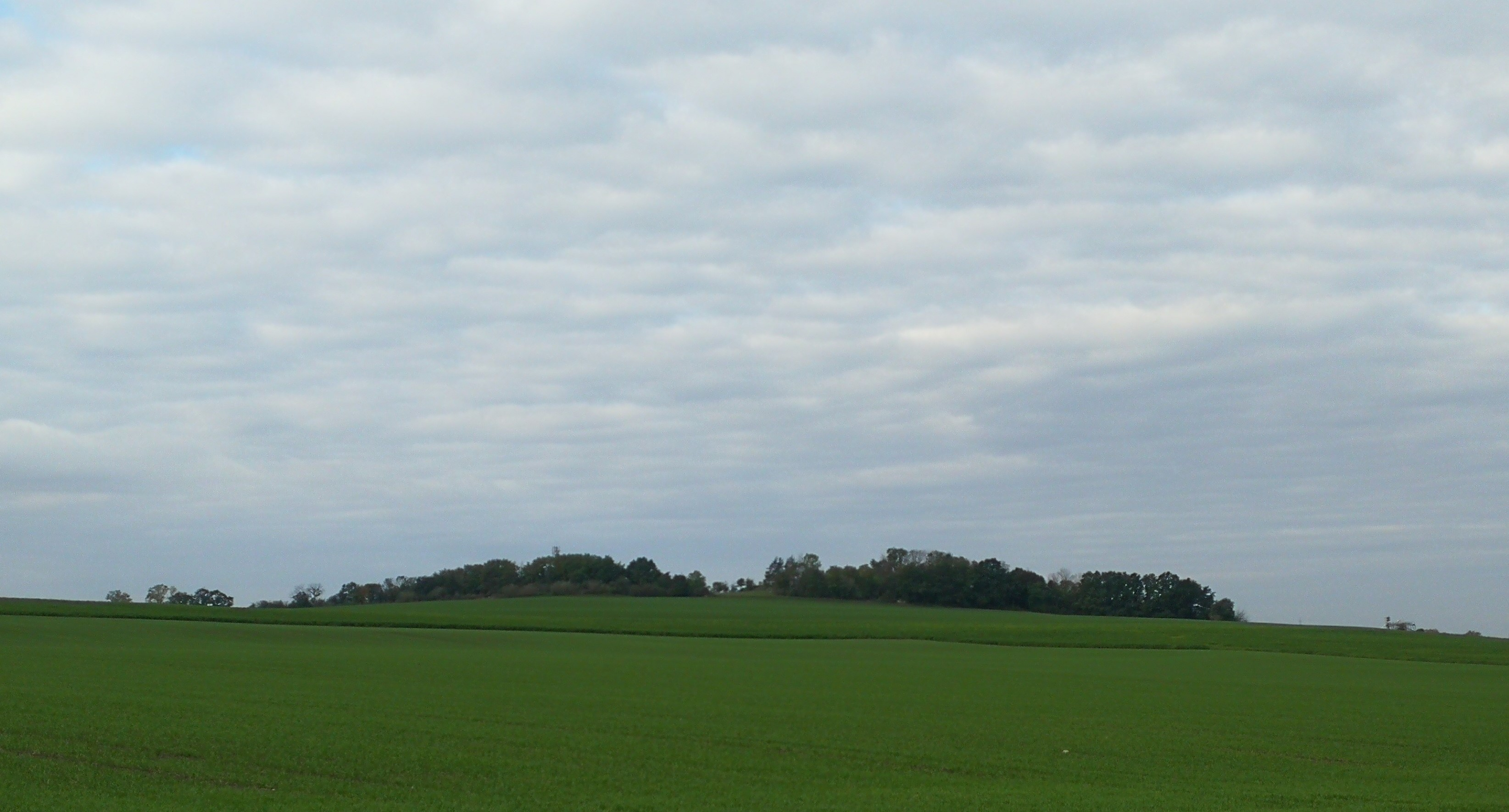
Pohled na Kuchyňku z jihovýchodu

## Ochrana
Pro území Kuchyňky byl v roce 2006 sepsán plán péče. Hlavním předmětem ochrany jsou xerotermní trávníky a skalní vegetace v okolí vrchu, subxerotermní trávníky a významné vegetace primitivních půd (př. pryskyřník illyrský). Z geologického hlediska se zde jedná o zachování starohorních buližníků a křídových fosilií.Péče o území probíhala v letech 2007 až 2016.
Projekt se skládal z několika částí:
- odstranění a redukce nepůvodních invazních druhů - kustovnice cizí (Licium barbarum), javor jasanolistý (Acer negundo), třtina křovištní (Calamagrostis epigenos)
- sběr odpadků
- odstranění dřevin ohrožující významné trsy trav
- seč či pastva
- prosvětlení hlavně v území remízku

Navrhovaná péče zde proběhla úspěšně podle plánu, avšak nevznikl nový plán péče. Nadále je zde potřeba intenzivní péče o trávníky a redukce dřevin a s tím spojené usilování o rozšíření xerotermní a subxerotermní vegetace.

## Turismus

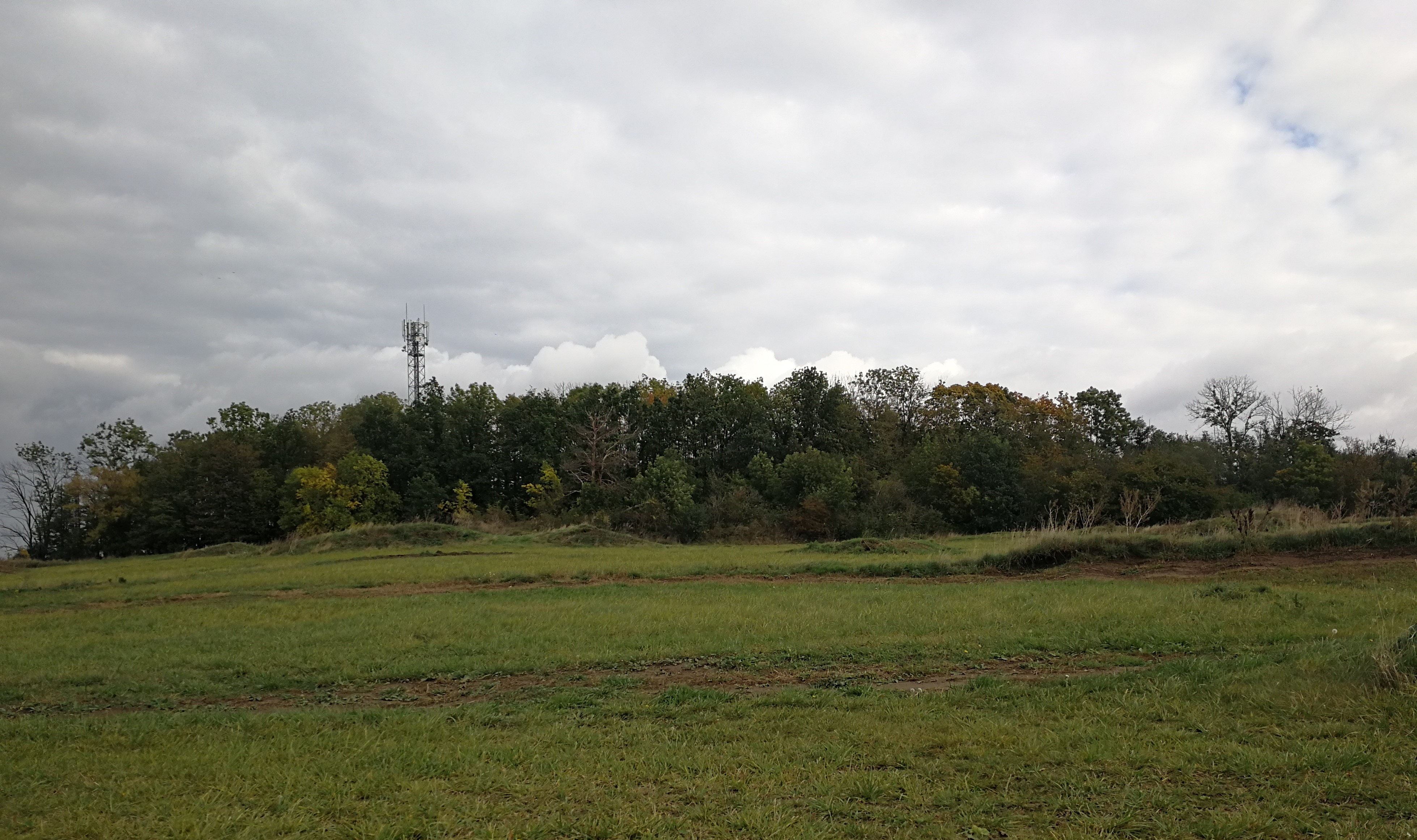
Pohled ze západu

Lokalita Kuchyňky nabízí možnost nejen pěšího výletu, ale je i vhodná pro cyklisty.Na vrchol vede odbočka červeně značené turistické trasy 0003 z Vinoře do Miškovic. Tato PP skýtá možnost odpočinku od každodenního ruchu či panoramatický pohled do krajiny. Při vhodných viditelných podmínkách lze odsud vidět Zlatý kopec i Říp. Z centra Brázdimi se chůzi na vrchol dostanete za 20 minut.